# Joost
Joost, precedentemente chiamato The Venice Project, era una piattaforma peer-to-peer per la distribuzione in streaming di contenuti audio/video.

## Storia
A differenza dello streaming, realizzato instaurando connessioni unicast ('uno a uno') o multicast ('uno a molti') che necessitano di server e architetture di rete specifici, il P2P è realizzato tramite un'architettura distribuita che presuppone la condivisione dei dati da parte degli utenti del servizio.
Joost era stato ideato e sponsorizzato da Janus Friis e Niklas Zennström (autori di KaZaA e Skype, programmi peer-to-peer). Realizzato su tecnologia XULRunner, il 3 ottobre 2007 è stata resa disponibile al pubblico la prima versione beta.